# Robert Wittje

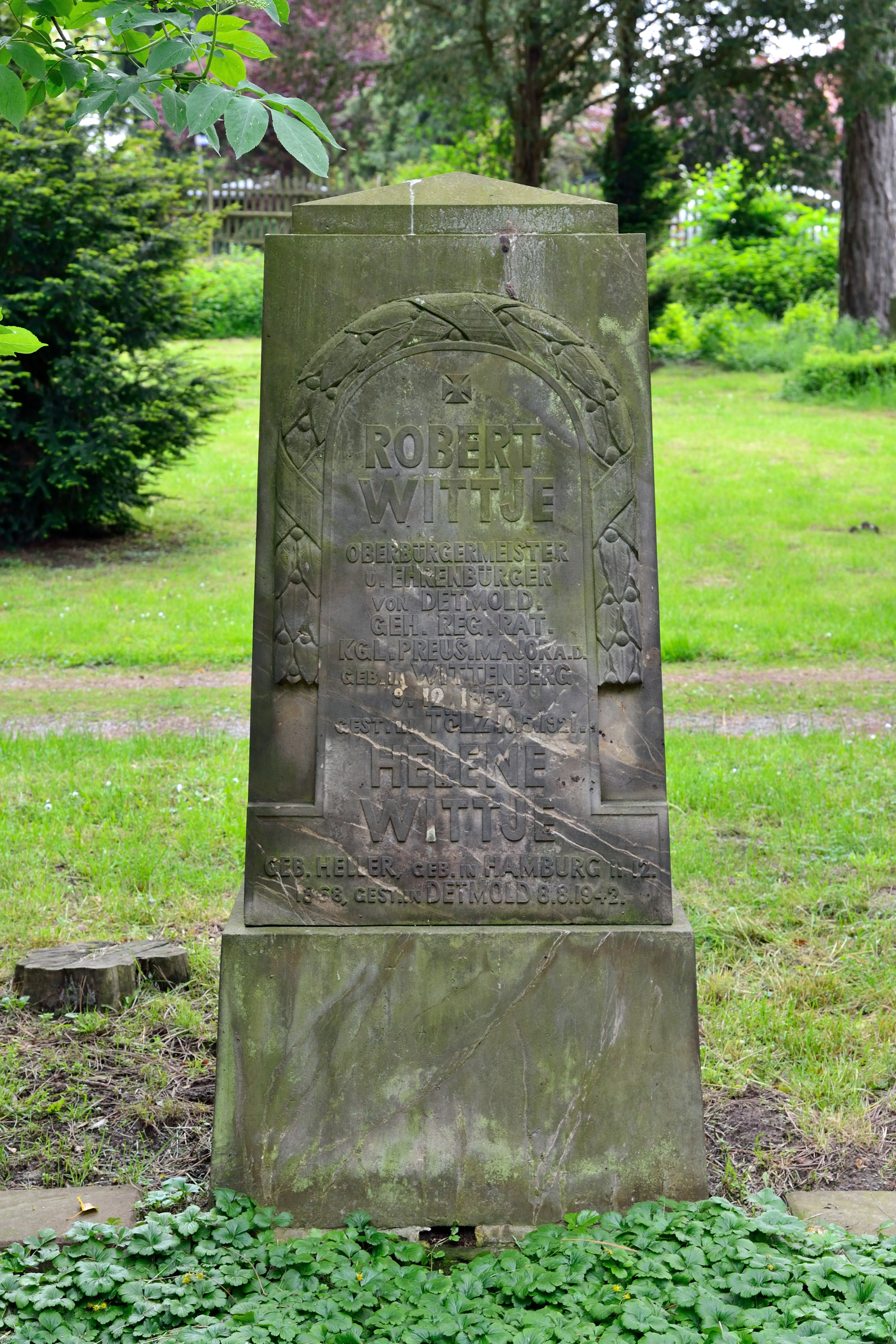
Grabdenkmal für Robert und Helene Wittje auf dem Schorenfriedhof in Detmold

Gustav Wilhelm Eduard Robert Wittje (* 9. Dezember 1852 in Wittenberg; † 10. Mai 1921 in Bad Tölz) war ein Geheimer Regierungsrat und Bürgermeister der Stadt Detmold.

## Leben
Robert Wittje kam am 9. Dezember 1852 in Wittenberg als Sohn des Majors Gustav Wittje zur Welt. Nach seiner Erziehung im elterlichen Hause und dem Besuch des Realgymnasiums trat er am 17. Juli 1870 als Dreijährig-Freiwilliger in das Magdeburgische Jäger-Bataillon Nr. 4 der Preußischen Armee ein. Zunächst befand Wittje sich bei der Ersatzkompanie und trat am 1. Oktober 1870 zum mobilen Bataillon über. In der 2. Kompanie nahm er während des Krieges gegen Frankreich an der Belagerung von Paris teil. Nach dem Vorfrieden von Versailles absolvierte er die Kriegsschule in Erfurt und avancierte Anfang Oktober 1872 zum Sekondeleutnant. Ab Oktober 1877 war Wittje für ein Jahr zur Dienstleistung beim 1. Magdeburgischen Infanterie-Regiment Nr. 26 kommandiert. Ende März 1881 stieg er zum Premierleutnant auf, wurde einen Monat später in das 1. Schlesische Jäger-Bataillon Nr. 5 und von dort Ende September 1881 in das Schleswigsche Infanterie-Regiment Nr. 84 versetzt. Daran schloss sich ab Mitte September 1884 eine Verwendung im 2. Oberschlesischen Infanterie-Regiment Nr. 23, wo Wittje am 17. April 1888 zum Hauptmann und Kompaniechef aufrückte. Am 15. August 1893 wurde ihm mit Pension und der Erlaubnis zum Tragen seiner Regimentsuniform der Abschied bewilligt. Nach seiner Verabschiedung erhielt Wittje im Mai 1894 den Roten Adlerorden IV. Klasse.
Anschließend lebte Wittje mit seiner Frau Helene, geb. Heller, in Wandsbek, wo ihr Sohn Curt Wittje, später Chef des SS-Hauptamts, zur Welt kam. Er war im Magistrat von Wandsbek beschäftigt und ab dem 15. Dezember 1894 Mitglied der Direktion der Explosivstoff-Werke Spiralit. Ab dem 1. Mai 1896 arbeitete er beim Landratsamt Wandsbek und ab dem 8. September 1896 war Robert Wittje Bürgermeister von Carlshafen.
Bei der Ersatzwahl am 11. Oktober 1900 im Reichstagswahlkreis Regierungsbezirk Kassel 1 kandidierte er für die Nationalliberale Partei und erreichte 1467 Stimmen, was einem Stimmenanteil von 17,2 % entsprach.
Im 20. Jahrhundert zog es ihn nach Detmold, wo Wittje ab dem 29. Juli 1903 zum Bürgermeister der Stadt wurde. 1919 reichte er seine Rücktrittserklärung ein, die am 22. Mai 1919 von der Detmolder Stadtverordnetenversammlung angenommen wurde. Im Amt des Bürgermeisters folgte ihm Emil Peters. 
Robert Wittje war Vorsitzender des Landesverbandes vom Roten Kreuz, des Lippischen Kriegerbundes sowie Vorstandsmitglied im Deutschen Kriegerbund und im Kyffhäuserbund. Er war Geheimer Regierungsrat und Major a. D.
Wittje starb am 10. Mai 1921 in Bad Tölz, sein Ehrengrab befindet sich zusammen mit dem seiner 1942 verstorbenen Frau auf dem Schorenfriedhof in Detmold.

## Ehrungen
Am 1. Oktober 1919 wurde Wittje Ehrenbürger von Detmold. Die Wittjestraße in Detmold ist nach ihm benannt worden.